# Список призёров Олимпийских игр по биатлону
Это полный список спортсменов, которые выигрывали медали в биатлоне на зимних Олимпийских играх, а также в гонке военных патрулей. Первые медали в биатлоне женщины разыграли в 1992 году в Альбервиле.

## Мужчины

### Общее количество медалей
Личные золотые награды на данный момент выигрывали 26 спортсменов.
Лич. - медали в личных гонках, Ком. - в командных гонках, эстафетах, смешанных эстафетах, Итого - общее количество медалей.
В таблицу занесены спортсмены, имеющие как минимум 2 личные золотые награды или не менее 5 любых медалей.